# Rokietnica (gmina w województwie podkarpackim)
Rokietnica – gmina wiejska w województwie podkarpackim, w powiecie jarosławskim. W latach 1975–1998 gmina położona była w województwie przemyskim.
Siedziba gminy to Rokietnica.
Według danych z 30 czerwca 2004 gminę zamieszkiwało 4419 osób.

## Struktura powierzchni
Według danych z roku 2002 gmina Rokietnica ma obszar 57,35 km², w tym:
- użytki rolne: 64%
- użytki leśne: 30%

Gmina stanowi 5,57% powierzchni powiatu.

## Demografia

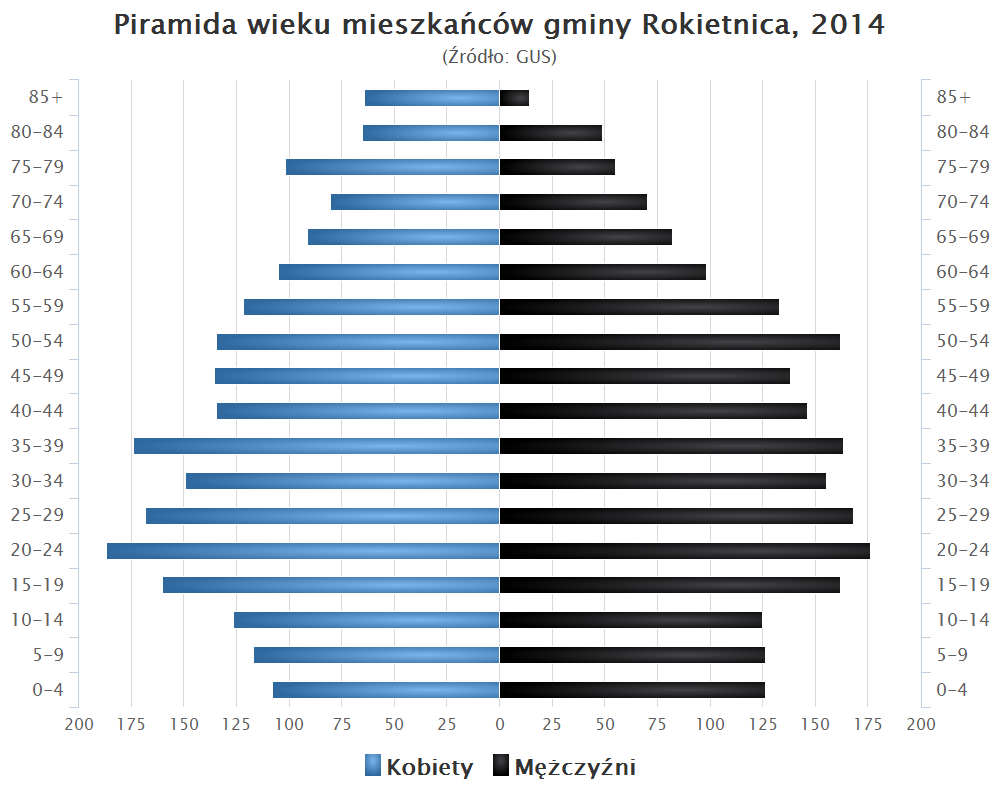
Piramida wieku mieszkańców gminy Rokietnica w 2014 roku

Dane z 30 czerwca 2004:
| Opis                              | Ogółem | Ogółem | Kobiety | Kobiety | Mężczyźni | Mężczyźni |
| --------------------------------- | ------ | ------ | ------- | ------- | --------- | --------- |
| jednostka                         | osób   | %      | osób    | %       | osób      | %         |
| populacja                         | 4419   | 100    | 2245    | 50,8    | 2174      | 49,2      |
| gęstość zaludnienia (mieszk./km²) | 77,1   | 77,1   | 39,1    | 39,1    | 37,9      | 37,9      |

## Sołectwa
Czelatyce, Rokietnica, Tapin, Tuligłowy, Wola Rokietnicka.

## Sąsiednie gminy
Chłopice, Krzywcza, Roźwienica, Żurawica